# Campeonato Capixaba de Futebol de 2015
O Campeonato Capixaba de Futebol de 2015 foi uma competição com organização da Federação de Futebol do Estado do Espírito Santo (FES) no que concerne às duas divisões estaduais. Iniciou-se em 30 de janeiro na Série A e em 14 de março na Série B com término entre meados de maio (Série A) e início de junho (Série B).

## Série A
Foi disputada em três fases, sendo elas a primeira fase, hexagonal final e final. Classificará para a Copa do Brasil de 2016 e para a Série D de 2015. As duas últimas equipes no quadrangular do rebaixamento descenderão a Série B de 2016.

### Participantes
| Clube               | Cidade                  | Temporada 2014          | Estádio               | Capacidade |
| ------------------- | ----------------------- | ----------------------- | --------------------- | ---------- |
| Atlético Itapemirim | Itapemirim              | Vice-campeão da Série B | José Olívio Soares    | 1 000      |
| Castelo             | Castelo                 | 4º colocado da Série A  | Emílio Nemer          | 2 000      |
| Desportiva          | Cariacica               | 6º colocado da Série A  | Arena Unimed Sicoob   | 7 700      |
| Estrela do Norte    | Cachoeiro de Itapemirim | Campeão da Série A      | Estádio Sumaré        | 6 000      |
| Linhares            | Linhares                | Vice-campeão da Série A | Joaquim Calmon        | 2 000      |
| Real Noroeste       | Águia Branca            | 7º colocado da Série A  | José Olímpio da Rocha | 3 200      |
| Rio Branco          | Vitória                 | 3º colocado da Série B  | Kléber Andrade        | 21 152     |
| São Mateus          | São Mateus              | 3º colocado da Série A  | Sernamby              | 3 854      |
| Sport               | Domingos Martins        | Campeão da Série B      | Salvador Costa        | 3 000      |
| Vitória             | Vitória                 | 5º colocado da Série A  | Salvador Costa        | 3 000      |

### Final
Primeiro jogo
| 9 de maio | Desportiva | 0 – 1     | Rio Branco | Arena Unimed Sicoob, Cariacica |
| (UTC−2)   |            | Relatório |            |                                |

Segundo jogo
| 16 de maio | Rio Branco | 1 – 1     | Desportiva | Estádio Kléber Andrade, Cariacica |
| (UTC−2)    |            | Relatório |            |                                   |

### Premiação
| Campeonato Capixaba 2015 - Série A |
| Espírito Santo (estado)            |
| ---------------------------------- |
| Rio Branco-ES Campeão (37º título) |

## Série B
Foi disputada em duas fases, primeira fase e quadrangular final. Os dois primeiros colocados garantirão acesso à Série A de 2016

### Participantes
| Clube                 | Cidade                  | Temporada 2014          | Estádio                     | Capacidade |
| --------------------- | ----------------------- | ----------------------- | --------------------------- | ---------- |
| Aracruz [a]           | Aracruz                 | 10º Colocado da Série A | Bambu                       | 2 400      |
| Cachoeiro [b]         | Cachoeiro de Itapemirim | 5º Colocado da Série B  | Moreira Rebello             | 5 500      |
| Colatina [c]          | Colatina                | 8º Colocado da Série A  | Justiniano de Mello e Silva | 5 000      |
| Conilon [d]           | Jaguaré                 | 9º colocado da Série A  | Conilon                     | 2 664      |
| Doze                  | Vitória                 | Estreante               | Salvador Costa              | 3 000      |
| Espírito Santo        | Vitória                 | Não Participou          | Salvador Costa              | 3 000      |
| ESSE                  | Colatina                | Não Participou          | José Olímpio da Rocha [g]   | 3 200      |
| GEL                   | Serra                   | 7º colocado da Série B  | Robertão                    | 2 400      |
| Serra [e]             | Serra                   | 4º colocado da Série B  | Robertão                    | 2 400      |
| Tupy                  | Vila Velha              | 6º colocado da Série B  | Gil Bernardes               | 2 000      |
| Unidos de Calçado [f] | São José do Calçado     | 8º colocado da Série B  | Ernesto da Fonseca          | 1 998      |
| Vilavelhense          | Vila Velha              | Não Participou          | Gil Bernardes               | 2 000      |

OBS:

- a. ^  O Aracruz desistiu da competição por falta de recursos financeiros.

- b. ^  O Cachoeiro desistiu da competição por falta de recursos financeiros. Como desistiu da competição com a tabela já divulgada, o time fica suspensa por dois anos.[2]

- c. ^  O Colatina desistiu da disputa da Série A 2015  por falta de recursos financeiros e foi automaticamente rebaixado à Série B. Posteriormente, o clube anunciou seu licenciamento e sua desistência do campeonato.[3]

- d. ^  O Conilon desistiu da competição por falta de recursos financeiros e por irregularidades administrativas.

- e. ^  O Serra desistiu da competição por falta de recursos financeiros.

- f. ^  O Unidos de Calçado desistiu da competição alegando que não teria condição de disputar o torneio por falta de patrocínios.

- g. ^  O ESSE mandou seus jogos no Estádio José Olímpio da Rocha, em Águia Branca.

### Premiação
| Campeonato Capixaba 2015 - Série B |
| Espírito Santo (estado)            |
| ---------------------------------- |
| Espírito Santo Campeão (1º título) |